# قلعة كلودزكو

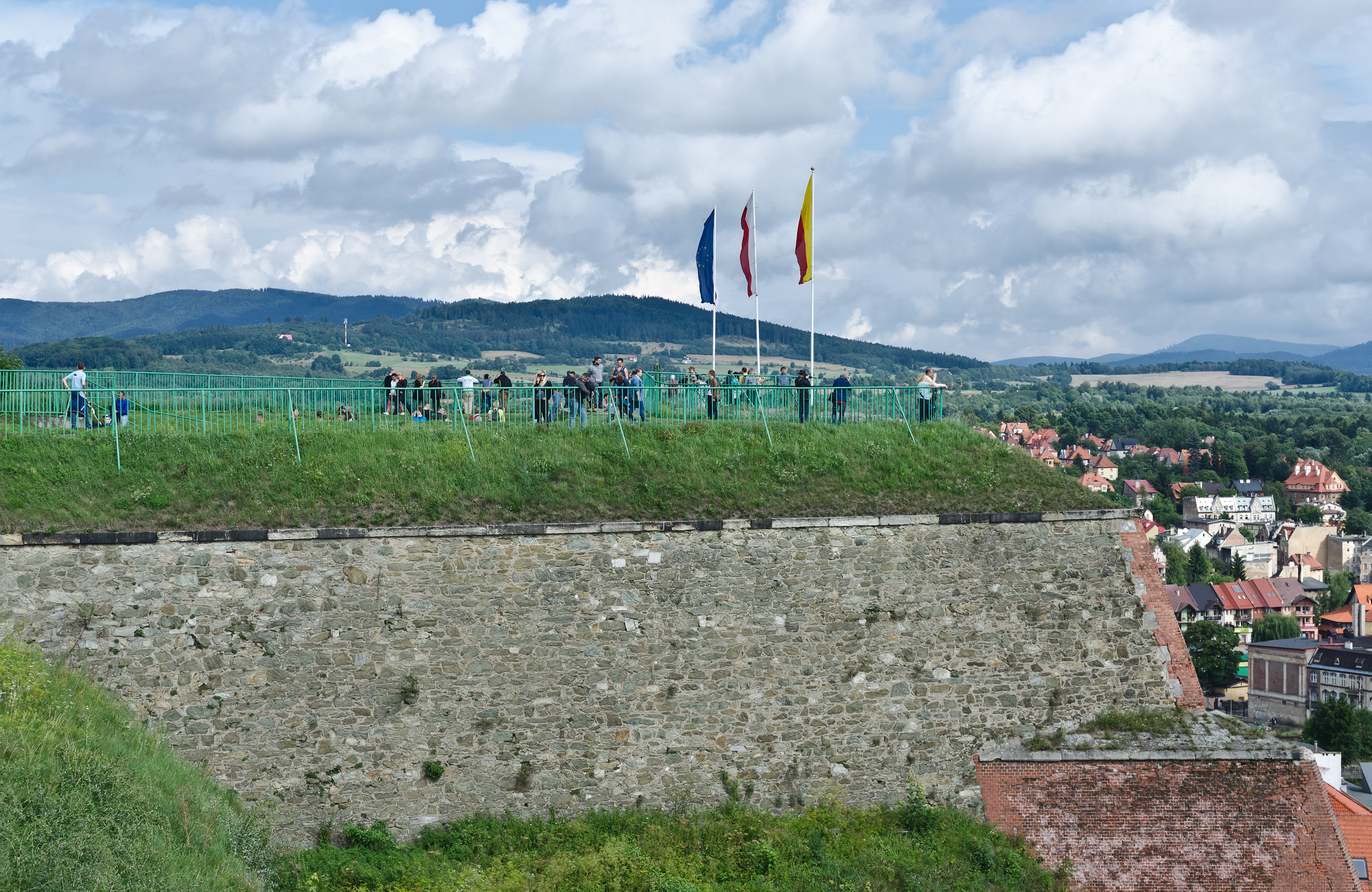
قلعة كلودزكو مع المدينة في الخلفية

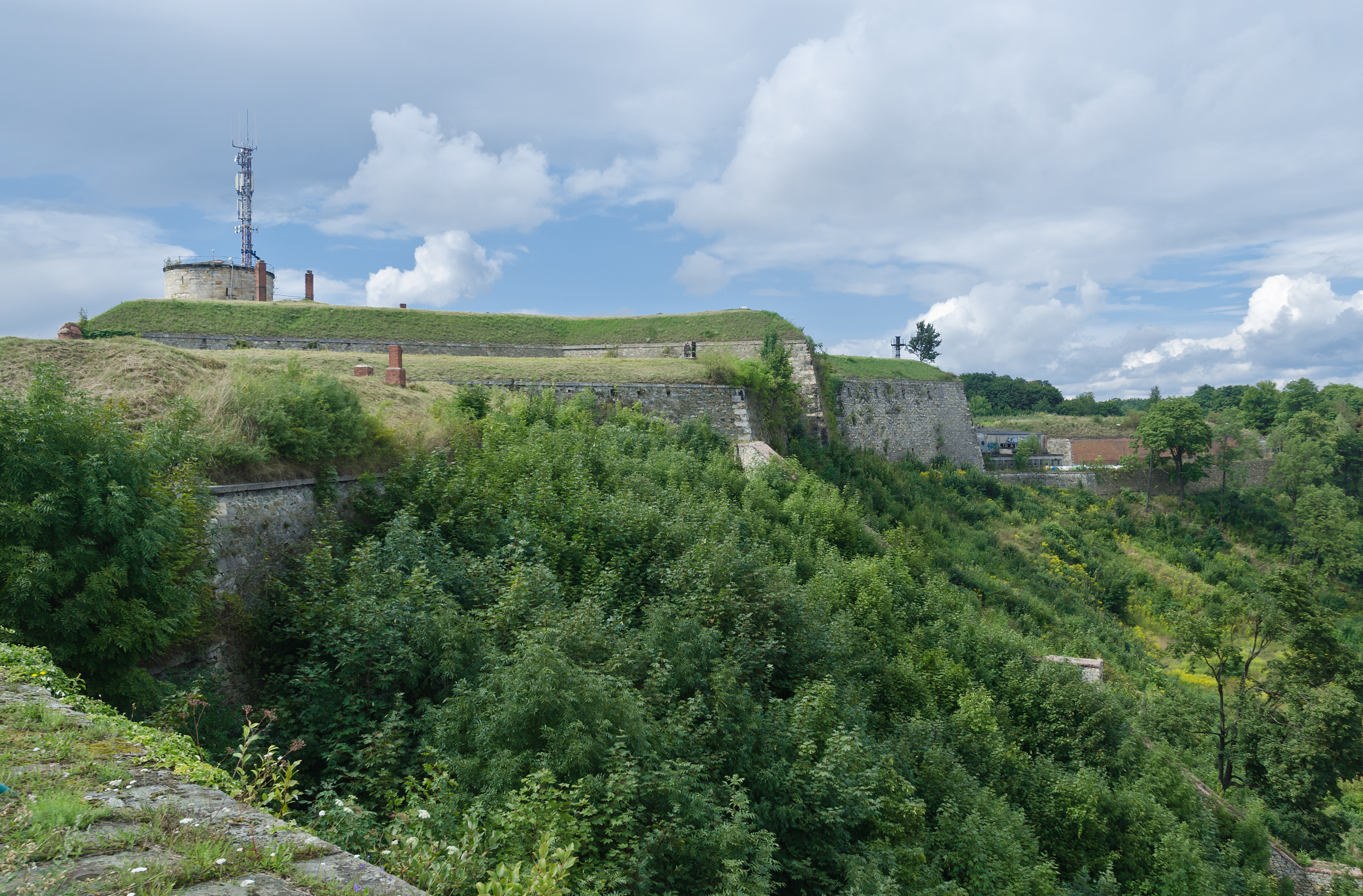
مشهد من الزاوية المحصنة

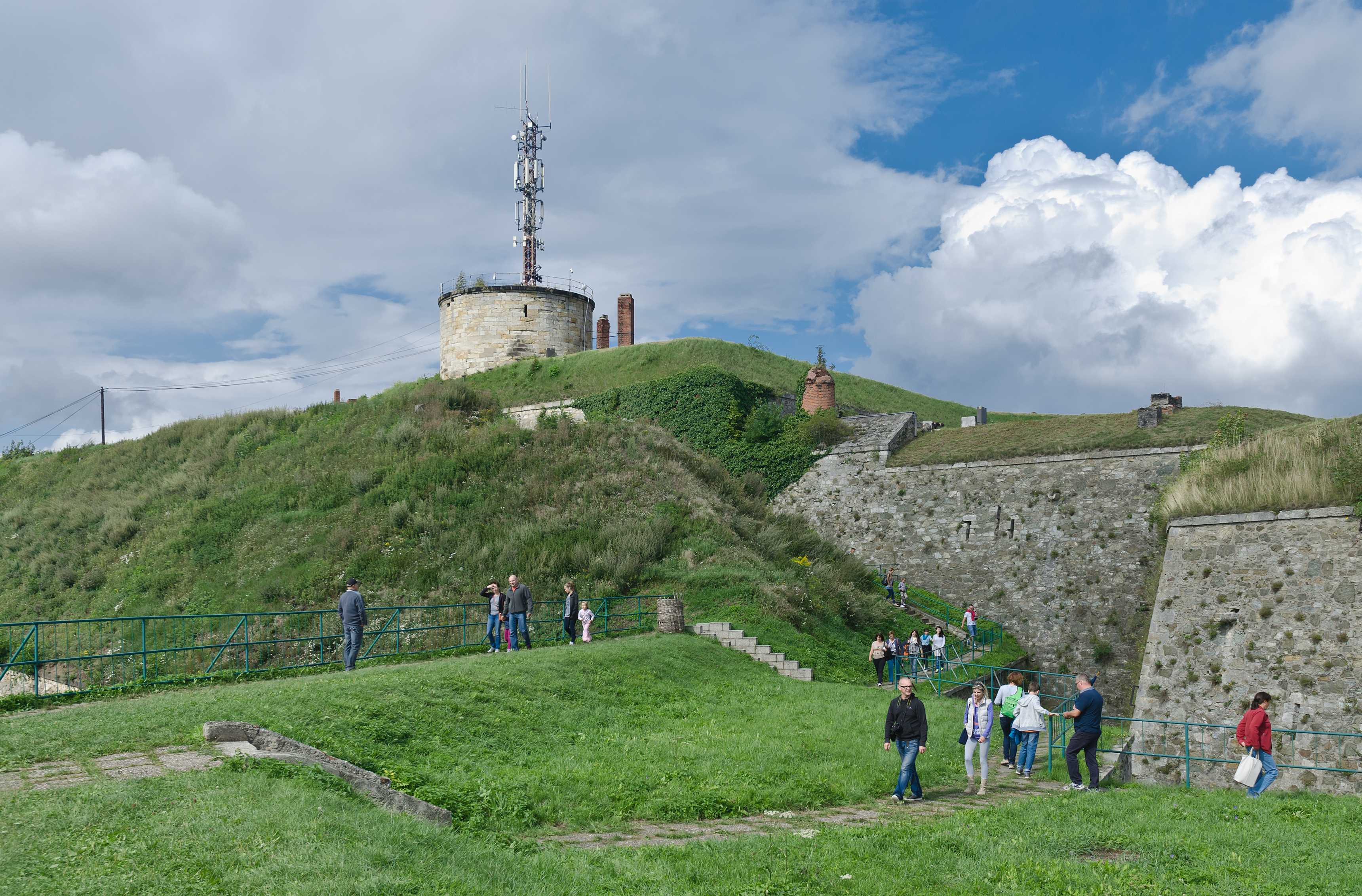
برج

قلعة كلودزكو ((بالبولندية: Twierdza Kłodzko), (بالألمانية: Festung Glatz)) هي مجمع حصن فريد من محافظة سيليزيا السفلى في جنوب غرب بولندا. كانت القلعة في يوم من الأيام واحدة من أكبر المعاقل في بروسيا سيليزيا، ومع ذلك، في جميع الإمبراطورية الألمانية، كان ينظر إليها باعتبارها واحدة صغيرة. الآن، مع شبكة واسعة من الأنفاق، تعد واحدة من أكبر مناطق الجذب في بلدة كلودزكو، مع متاهة تحت الأرض ومستودع لأشياء مختلفة، من محركات الإطفاء القديمة إلى الأواني الزجاجية المحلية.

## وصلات خارجية
- مجموعة صور للقلعة نسخة محفوظة 28 يناير 2022 على موقع واي باك مشين.
- بانوراما للقلعة